# جوانا بيريسفورد
جوانا بيريسفورد (بالإنجليزية: Joanna beresford)‏ هي منتجة تلفزيونية بريطانية ومديرة الإنتاج لشركة أفالون للترفيه المحدودة، حصلت على جائزة الإيمي برايم تايم عن مسلسل الأمير المفقود عام 2005، وجائزة الإيمي برايم تايم لأفضل مسلسل كوميدي عن عالم غامبول المدهش عام 2013، وأيضا فازت بجائزة الأكاديمية البريطانية للطفولة لأفضل رسوم متحركة عن مسلسل عالم غامبول المدهش في عامي 2011 و2012.

## روابط خارجية
- جوانا بيريسفورد على موقع IMDb (الإنجليزية)
- جوانا بيريسفورد على موقع قاعدة بيانات الفيلم (الإنجليزية)